# Tarn Beck (Duddon)
Der Tarn Beck ist ein Fluss im Lake District, Cumbria, England. Der Tarn Beck entspringt an der westlichen Seite des Seathwaite Tarn und fließt in südlicher Richtung parallel zum River Duddon, in den er westlich des Ortes Seathwaite mündet.